# Euro Beach Soccer League 2017
L'Euro Beach Soccer League 2017 è la 20ª edizione di questo torneo.
In questa edizione sono 27 le nazionali a sfidarsi, 12 per il titolo e 15 per la promozione in divisione A.
Oltre le 11 partecipanti alla prima divisione della passata stagione, ci sarà l'Azerbaigian che ha vinto la lotta per la promozione nel 2016.
La divisione B è invece composta dalle 13 squadre della scorsa edizione più la Romania, che è retrocessa l'anno precedente, e la debuttante Lituania.
Questa stagione vedrà la Turchia essere promossa nella divisione A per l’edizione 2018.
Il titolo andrà invece alla Russia che batterà in finale il blasonato Portogallo.

## Calendario
| Data            | Paese                 | Città      | Stage   |
| --------------- | --------------------- | ---------- | ------- |
| 23–25 giugno    | Serbia (bandiera)     | Belgrado   | Stage 1 |
| 7–9 luglio      | Portogallo (bandiera) | Nazaré     | Stage 2 |
| 28–30 luglio    | Russia (bandiera)     | Mosca      | Stage 3 |
| 11–13 agosto    | Ungheria (bandiera)   | Siófok     | Stage 4 |
| 25–27 agosto    | Germania (bandiera)   | Warnemünde | Stage 5 |
| 14–17 settembre | Italia (bandiera)     | Terracina  | Finali  |

## Squadre partecipanti

### Divisione A
- Portogallo
- Russia
- Italia
- Svizzera
- Polonia
- Spagna

- Ucraina
- Bielorussia
- Francia
- Germania
- Azerbaigian
- Grecia

### Divisione B
- Ungheria
- Inghilterra
- Rep. Ceca
- Turchia
- Romania
- Estonia
- Moldavia
- Paesi Bassi

- Norvegia
- Serbia
- Bulgaria
- Kazakistan
- Danimarca
- Andorra
- Lituania

## Stage 1

### Divisione A
| Pos | Team     | G | V | V+ | VR | P | GF | GS | +/- | P |
| --- | -------- | - | - | -- | -- | - | -- | -- | --- | - |
| 1   | Spagna   | 3 | 2 | 0  | 0  | 1 | 10 | 9  | +1  | 6 |
| 2   | Francia  | 3 | 1 | 1  | 0  | 1 | 13 | 11 | +2  | 5 |
| 3   | Russia   | 3 | 1 | 0  | 0  | 2 | 6  | 9  | –3  | 3 |
| 4   | Germania | 3 | 1 | 0  | 0  | 2 | 10 | 10 | 0   | 3 |

| Squadra 1 | Risultato | Squadra 2 |
| --------- | --------- | --------- |
| Germania  | 4-2       | Spagna    |
| Francia   | 4-2       | Russia    |
| Spagna    | 5-4       | Francia   |
| Russia    | 3-2       | Germania  |
| Francia   | 5-4 dts   | Germania  |
| Spagna    | 3-1       | Russia    |

### Divisione B
| Pos | Team      | G | V | V+ | VR | P | GF | GS | +/- | P |               |
| --- | --------- | - | - | -- | -- | - | -- | -- | --- | - | ------------- |
| 1   | Estonia   | 3 | 2 | 0  | 0  | 1 | 14 | 12 | +2  | 6 | Group Winners |
| 2   | Norvegia  | 3 | 0 | 1  | 1  | 1 | 15 | 17 | –2  | 3 |               |
| 3   | Serbia    | 3 | 1 | 0  | 0  | 2 | 13 | 12 | +1  | 3 |               |
| 4   | Rep. Ceca | 3 | 1 | 0  | 0  | 2 | 11 | 12 | –1  | 3 |               |

| Squadra 1 | Risultato     | Squadra 2 |
| --------- | ------------- | --------- |
| Rep. Ceca | 5-3           | Estonia   |
| Norvegia  | 6-6 (3-2 dcr) | Serbia    |
| Estonia   | 7-4           | Norvegia  |
| Serbia    | 4-2           | Rep. Ceca |
| Norvegia  | 5-4 dts       | Rep. Ceca |
| Estonia   | 4-3           | Serbia    |

## Stage 2

### Divisione A

#### Gruppo 1
| Pos | Team    | G | V | V+ | VR | P | GF | GS | +/- | P |
| --- | ------- | - | - | -- | -- | - | -- | -- | --- | - |
| 1   | Spagna  | 3 | 2 | 0  | 0  | 1 | 16 | 7  | +9  | 6 |
| 2   | Ucraina | 3 | 2 | 0  | 0  | 1 | 13 | 12 | +1  | 6 |
| 3   | Polonia | 3 | 1 | 0  | 1  | 1 | 9  | 8  | +1  | 4 |
| 4   | Grecia  | 3 | 0 | 0  | 0  | 3 | 7  | 18 | –11 | 0 |

| Squadra 1 | Risultato     | Squadra 2 |
| --------- | ------------- | --------- |
| Ucraina   | 6-5           | Grecia    |
| Polonia   | 3-3 (7-6 dcr) | Spagna    |
| Ucraina   | 4-3           | Polonia   |
| Spagna    | 9-1           | Grecia    |
| Polonia   | 3-1           | Grecia    |
| Spagna    | 4-3           | Ucraina   |

#### Gruppo 2
| Pos | Team       | G | V | V+ | VR | P | GF | GS | +/- | P |
| --- | ---------- | - | - | -- | -- | - | -- | -- | --- | - |
| 1   | Portogallo | 3 | 2 | 1  | 0  | 0 | 25 | 16 | +9  | 8 |
| 2   | Svizzera   | 3 | 2 | 0  | 0  | 1 | 15 | 10 | +5  | 6 |
| 3   | Italia     | 3 | 1 | 0  | 0  | 2 | 6  | 12 | –6  | 3 |
| 4   | Francia    | 3 | 0 | 0  | 0  | 3 | 8  | 16 | –8  | 0 |

| Squadra 1  | Risultato | Squadra 2 |
| ---------- | --------- | --------- |
| Svizzera   | 4-0       | Italia    |
| Portogallo | 10-5      | Francia   |
| Italia     | 1-0       | Francia   |
| Portogallo | 7-6 dts   | Svizzera  |
| Svizzera   | 5-3       | Francia   |
| Portogallo | 8-5       | Italia    |

## Stage 3

### Divisione A
| Pos | Team        | G | V | V+ | VR | P | GF | GS | +/- | P |
| --- | ----------- | - | - | -- | -- | - | -- | -- | --- | - |
| 1   | Russia      | 3 | 3 | 0  | 0  | 0 | 19 | 6  | +13 | 9 |
| 2   | Bielorussia | 3 | 2 | 0  | 0  | 1 | 13 | 9  | +4  | 6 |
| 3   | Svizzera    | 3 | 1 | 0  | 0  | 2 | 16 | 16 | 0   | 3 |
| 4   | Grecia      | 3 | 0 | 0  | 0  | 3 | 3  | 20 | –17 | 0 |

| Squadra 1   | Risultato | Squadra 2   |
| ----------- | --------- | ----------- |
| Bielorussia | 8-4       | Svizzera    |
| Russia      | 9-0       | Grecia      |
| Svizzera    | 8-1       | Grecia      |
| Russia      | 3-2       | Bielorussia |
| Bielorussia | 3-2       | Grecia      |
| Russia      | 7-4       | Svizzera    |

### Divisione B
| Pos | Team       | G | V | V+ | VR | P | GF | GS | +/- | P |
| --- | ---------- | - | - | -- | -- | - | -- | -- | --- | - |
| 1   | Turchia    | 2 | 2 | 0  | 0  | 0 | 8  | 4  | +4  | 6 |
| 2   | Moldavia   | 2 | 1 | 0  | 0  | 1 | 5  | 5  | 0   | 3 |
| 3   | Kazakistan | 2 | 0 | 0  | 0  | 2 | 5  | 9  | –4  | 0 |

| Squadra 1 | Risultato | Squadra 2  |
| --------- | --------- | ---------- |
| Moldavia  | 4-2       | Kazakistan |
| Turchia   | 5-3       | Kazakistan |
| Turchia   | 3-1       | Moldavia   |

## Stage 4

### Divisione A
| Pos | Team        | G | V | V+ | VR | P | GF | GS | +/- | P |
| --- | ----------- | - | - | -- | -- | - | -- | -- | --- | - |
| 1   | Portogallo  | 3 | 2 | 0  | 1  | 0 | 15 | 7  | +8  | 7 |
| 2   | Bielorussia | 3 | 2 | 0  | 0  | 1 | 11 | 4  | +7  | 6 |
| 3   | Polonia     | 3 | 1 | 0  | 0  | 2 | 8  | 13 | –5  | 3 |
| 4   | Azerbaigian | 3 | 0 | 0  | 0  | 3 | 8  | 18 | –10 | 0 |

| Squadra 1   | Risultato     | Squadra 2   |
| ----------- | ------------- | ----------- |
| Bielorussia | 6-0           | Polonia     |
| Portogallo  | 9-3           | Azerbaigian |
| Bielorussia | 4-1           | Azerbaigian |
| Portogallo  | 3-3 (3-2 dcr) | Polonia     |
| Polonia     | 5-4           | Azerbaigian |
| Portogallo  | 3-1           | Bielorussia |

### Divisione B
| Pos | Team      | G | V | V+ | VR | P | GF | GS | +/- | P |
| --- | --------- | - | - | -- | -- | - | -- | -- | --- | - |
| 1   | Ungheria  | 3 | 3 | 0  | 0  | 0 | 37 | 6  | +31 | 9 |
| 2   | Bulgaria  | 3 | 2 | 0  | 0  | 1 | 21 | 13 | +8  | 6 |
| 3   | Danimarca | 3 | 1 | 0  | 0  | 2 | 20 | 29 | –9  | 3 |
| 4   | Andorra   | 3 | 0 | 0  | 0  | 3 | 5  | 35 | –30 | 0 |

| Squadra 1 | Risultato | Squadra 2 |
| --------- | --------- | --------- |
| Bulgaria  | 10-5      | Danimarca |
| Ungheria  | 14-1      | Andorra   |
| Bulgaria  | 8-1       | Andorra   |
| Ungheria  | 16-2      | Danimarca |
| Danimarca | 13-3      | Andorra   |
| Ungheria  | 7-3       | Bulgaria  |

## Stage 5

### Divisione A
| Pos | Team        | G | V | V+ | VR | P | GF | GS | +/- | P |               |
| --- | ----------- | - | - | -- | -- | - | -- | -- | --- | - | ------------- |
| 1   | Ucraina     | 3 | 2 | 1  | 0  | 0 | 9  | 6  | +3  | 8 | Group Winners |
| 2   | Italia      | 3 | 2 | 0  | 0  | 1 | 10 | 8  | +2  | 6 |               |
| 3   | Azerbaigian | 3 | 1 | 0  | 0  | 2 | 8  | 7  | +1  | 3 |               |
| 4   | Germania    | 3 | 0 | 0  | 0  | 3 | 4  | 10 | –6  | 0 |               |

| Squadra 1   | Risultato | Squadra 2   |
| ----------- | --------- | ----------- |
| Azerbaigian | 3-0       | Germania    |
| Ucraina     | 3-2       | Italia      |
| Ucraina     | 2-1 dts   | Germania    |
| Italia      | 3-2       | Azerbaigian |
| Ucraina     | 4-3       | Azerbaigian |
| Italia      | 4-3       | Germania    |

### Divisione B
| Pos | Team        | G | V | V+ | VR | P | GF | GS | +/- | P |               |
| --- | ----------- | - | - | -- | -- | - | -- | -- | --- | - | ------------- |
| 1   | Inghilterra | 3 | 3 | 0  | 0  | 0 | 22 | 10 | +12 | 9 | Group Winners |
| 2   | Romania     | 3 | 2 | 0  | 0  | 1 | 13 | 12 | +1  | 6 |               |
| 3   | Lituania    | 3 | 1 | 0  | 0  | 2 | 12 | 15 | –3  | 3 |               |
| 4   | Paesi Bassi | 3 | 0 | 0  | 0  | 3 | 11 | 21 | –10 | 0 |               |

| Squadra 1   | Risultato | Squadra 2   |
| ----------- | --------- | ----------- |
| Romania     | 8-4       | Paesi Bassi |
| Inghilterra | 9-4       | Lituania    |
| Romania     | 3-2       | Lituania    |
| Inghilterra | 7-4       | Paesi Bassi |
| Lituania    | 6-3       | Paesi Bassi |
| Inghilterra | 6-2       | Romania     |

## Classifica generale
Criteri per la classifica: Divisione A – 1. Punti 2. Differenza goal  3. Goals segnati | Divisione B – 1. Media punti 2. Miglior piazzamento nel girone 3. Differenza goal 4. Goals segnati.

### Divisione A
| Pos | Team        | G | V | V+ | VR | P | GF | GS | +/- | P  |
| --- | ----------- | - | - | -- | -- | - | -- | -- | --- | -- |
| 1   | Portogallo  | 6 | 4 | 1  | 1  | 0 | 40 | 23 | +17 | 15 |
| 2   | Ucraina     | 6 | 4 | 1  | 0  | 1 | 22 | 18 | +4  | 14 |
| 3   | Bielorussia | 6 | 4 | 0  | 0  | 2 | 24 | 13 | +11 | 12 |
| 4   | Spagna      | 6 | 4 | 0  | 0  | 2 | 26 | 16 | +10 | 12 |
| 5   | Russia      | 6 | 4 | 0  | 0  | 2 | 25 | 15 | +10 | 12 |
| 6   | Svizzera    | 6 | 3 | 0  | 0  | 3 | 31 | 26 | +5  | 9  |
| 7   | Italia      | 6 | 3 | 0  | 0  | 3 | 16 | 20 | –4  | 9  |
| 8   | Polonia     | 6 | 2 | 0  | 1  | 3 | 17 | 21 | –4  | 7  |
| 9   | Francia     | 6 | 1 | 1  | 0  | 4 | 21 | 27 | –6  | 5  |
| 10  | Germania    | 6 | 1 | 0  | 0  | 5 | 14 | 20 | –6  | 3  |
| 11  | Azerbaigian | 6 | 1 | 0  | 0  | 5 | 16 | 25 | –9  | 3  |
| 12  | Grecia      | 6 | 0 | 0  | 0  | 6 | 10 | 38 | –28 | 0  |

### Divisione B
| Pos | Team        | G | V | V+ | VR | P | GF | GS | +/- | P |     |
| --- | ----------- | - | - | -- | -- | - | -- | -- | --- | - | --- |
| 1   | Ungheria    | 3 | 3 | 0  | 0  | 0 | 37 | 6  | +31 | 9 | 3.0 |
| 2   | Inghilterra | 3 | 3 | 0  | 0  | 0 | 22 | 10 | +12 | 9 | 3.0 |
| 3   | Turchia     | 2 | 2 | 0  | 0  | 0 | 8  | 4  | +4  | 6 | 3.0 |
| 4   | Estonia     | 3 | 2 | 0  | 0  | 1 | 14 | 12 | +2  | 6 | 2.0 |
| 5   | Bulgaria    | 3 | 2 | 0  | 0  | 1 | 21 | 13 | +8  | 6 | 2.0 |
| 6   | Romania     | 3 | 2 | 0  | 0  | 1 | 13 | 12 | +1  | 6 | 2.0 |
| 7   | Moldavia    | 2 | 1 | 0  | 0  | 1 | 5  | 5  | 0   | 3 | 1.5 |
| 8   | Norvegia    | 3 | 0 | 1  | 1  | 1 | 15 | 17 | –2  | 3 | 1.0 |
| 9   | Serbia      | 3 | 1 | 0  | 0  | 2 | 13 | 12 | +1  | 3 | 1.0 |
| 10  | Lituania    | 3 | 1 | 0  | 0  | 2 | 12 | 15 | –3  | 3 | 1.0 |
| 11  | Danimarca   | 3 | 1 | 0  | 0  | 2 | 20 | 29 | –9  | 3 | 1.0 |
| 12  | Rep. Ceca   | 3 | 1 | 0  | 0  | 2 | 11 | 12 | –1  | 3 | 1.0 |
| 13  | Kazakistan  | 2 | 0 | 0  | 0  | 2 | 5  | 9  | –4  | 0 | 0.0 |
| 14  | Paesi Bassi | 3 | 0 | 0  | 0  | 3 | 11 | 21 | –10 | 0 | 0.0 |
| 15  | Andorra     | 3 | 0 | 0  | 0  | 3 | 5  | 35 | –30 | 0 | 0.0 |

## Finali promozione

### Squadre qualificate
- Ungheria
- Inghilterra
- Turchia
- Estonia
- Bulgaria
- Romania
- Moldavia
- Grecia

#### Gruppo 1
| Pos | Team     | G | V | V+ | VR | P | GF | GS | +/- | P |
| --- | -------- | - | - | -- | -- | - | -- | -- | --- | - |
| 1   | Estonia  | 3 | 3 | 0  | 0  | 0 | 11 | 5  | +6  | 9 |
| 2   | Grecia   | 3 | 2 | 0  | 0  | 1 | 13 | 9  | +4  | 6 |
| 3   | Bulgaria | 3 | 1 | 0  | 0  | 2 | 8  | 9  | –1  | 3 |
| 4   | Romania  | 3 | 0 | 0  | 0  | 3 | 7  | 16 | –9  | 0 |

| Squadra 1 | Risultato | Squadra 2 |
| --------- | --------- | --------- |
| Estonia   | 4-2       | Bulgaria  |
| Grecia    | 8-4       | Romania   |
| Estonia   | 5-2       | Romania   |
| Grecia    | 4-3       | Bulgaria  |
| Bulgaria  | 3-1       | Romania   |
| Estonia   | 2-1       | Grecia    |

#### Gruppo 2
| Pos | Team        | G | V | V+ | VR | P | GF | GS | +/- | P |
| --- | ----------- | - | - | -- | -- | - | -- | -- | --- | - |
| 1   | Turchia     | 3 | 2 | 1  | 0  | 0 | 13 | 8  | +5  | 8 |
| 2   | Ungheria    | 3 | 2 | 0  | 0  | 1 | 18 | 13 | +5  | 6 |
| 3   | Inghilterra | 3 | 1 | 0  | 0  | 2 | 10 | 12 | –2  | 3 |
| 4   | Moldavia    | 3 | 0 | 0  | 0  | 3 | 7  | 15 | –8  | 0 |

| Squadra 1   | Risultato | Squadra 2   |
| ----------- | --------- | ----------- |
| Turchia     | 4-2 dts   | Inghilterra |
| Ungheria    | 8-3       | Moldavia    |
| Inghilterra | 4-2       | Moldavia    |
| Turchia     | 6-4       | Ungheria    |
| Turchia     | 3-2       | Moldavia    |
| Ungheria    | 6-4       | Inghilterra |

#### Finale 7º posto
| Squadra 1 | Risultato | Squadra 2 |
| --------- | --------- | --------- |
| Moldavia  | 5-3       | Romania   |

#### Finale 5º posto
| Squadra 1   | Risultato | Squadra 2 |
| ----------- | --------- | --------- |
| Inghilterra | 5-3       | Bulgaria  |

#### Finale 3º posto
| Squadra 1 | Risultato | Squadra 2 |
| --------- | --------- | --------- |
| Ungheria  | 3-1       | Grecia    |

#### Finale promozione
| Squadra 1 | Risultato | Squadra 2 |
| --------- | --------- | --------- |
| Turchia   | 4-2       | Estonia   |

### Classifica finale
| Pos | Team        | Qualification                |
| --- | ----------- | ---------------------------- |
| 1   | Turchia     | Promossa in Divisione A      |
| 2   | Estonia     | Rimane in Divisione B        |
| 3   | Ungheria    | Rimane in Divisione B        |
| 4   | Grecia      | Retrocessa dalla Divisione A |
| 5   | Inghilterra | Rimane in Divisione B        |
| 6   | Bulgaria    | Rimane in Divisione B        |
| 7   | Moldavia    | Rimane in Divisione B        |
| 8   | Romania     | Rimane in Divisione B        |

## Finale

### Squadre qualificate
- Portogallo
- Ucraina
- Bielorussia
- Spagna
- Russia
- Svizzera
- Italia
- Polonia

#### Gruppo 1
| Pos | Team       | G | V | V+ | VR | P | GF | GS | +/- | P |
| --- | ---------- | - | - | -- | -- | - | -- | -- | --- | - |
| 1   | Portogallo | 3 | 3 | 0  | 0  | 0 | 18 | 14 | +4  | 9 |
| 2   | Spagna     | 3 | 2 | 0  | 0  | 1 | 18 | 11 | +7  | 6 |
| 3   | Svizzera   | 3 | 1 | 0  | 0  | 2 | 17 | 21 | –4  | 3 |
| 4   | Polonia    | 3 | 0 | 0  | 0  | 3 | 15 | 22 | –7  | 0 |

| Squadra 1  | Risultato | Squadra 2 |
| ---------- | --------- | --------- |
| Spagna     | 7-2       | Svizzera  |
| Portogallo | 6-4       | Polonia   |
| Spagna     | 8-5       | Polonia   |
| Portogallo | 8-7       | Svizzera  |
| Svizzera   | 8-6       | Polonia   |
| Portogallo | 4-3       | Spagna    |

#### Gruppo 2
| Pos | Team        | G | V | V+ | VR | P | GF | GS | +/- | P |
| --- | ----------- | - | - | -- | -- | - | -- | -- | --- | - |
| 1   | Russia      | 3 | 3 | 0  | 0  | 0 | 12 | 6  | +6  | 9 |
| 2   | Italia      | 3 | 2 | 0  | 0  | 1 | 19 | 13 | +6  | 6 |
| 3   | Bielorussia | 3 | 1 | 0  | 0  | 2 | 8  | 10 | –2  | 3 |
| 4   | Ucraina     | 3 | 0 | 0  | 0  | 3 | 7  | 17 | –10 | 0 |

| Squadra 1   | Risultato | Squadra 2   |
| ----------- | --------- | ----------- |
| Russia      | 4-1       | Bielorussia |
| Italia      | 11-4      | Ucraina     |
| Russia      | 4-3       | Ucraina     |
| Italia      | 6-5       | Bielorussia |
| Bielorussia | 2-0       | Ucraina     |
| Russia      | 4-2       | Italia      |

#### Finale 7º posto
| Squadra 1 | Risultato     | Squadra 2 |
| --------- | ------------- | --------- |
| Ucraina   | 4-4 (2-1 dcr) | Polonia   |

#### Finale 5º posto
| Squadra 1 | Risultato | Squadra 2   |
| --------- | --------- | ----------- |
| Svizzera  | 6-4       | Bielorussia |

#### Finale 3º posto
| Squadra 1 | Risultato     | Squadra 2 |
| --------- | ------------- | --------- |
| Italia    | 2-2 (2-0 dcr) | Spagna    |

#### Finale 1º posto
| Squadra 1 | Risultato | Squadra 2  |
| --------- | --------- | ---------- |
| Russia    | 3-1       | Portogallo |

## Classifica Finale
| Pos | Team        |
| --- | ----------- |
| 1   | Russia      |
| 2   | Portogallo  |
| 3   | Italia      |
| 4   | Spagna      |
| 5   | Svizzera    |
| 6   | Bielorussia |
| 7   | Ucraina     |
| 8   | Polonia     |